# Nesztor Ivanovics Mahno
Nesztor Ivanovics Mahno (ukránul: Нестор Іванович Махно; Guljajpole, Jekatyerinoszlavi kormányzóság, Orosz Birodalom, 1888. november 7. – Párizs, 1934. július 25.) ukrán anarchista forradalmár és gerillahadvezér.

## Élete
Szegényparaszti családba született. Az 1905-ös orosz forradalom alatt, 17 évesen csatlakozott a guljajpolei, kropotkini vonalat követő anarchokommunistákhoz. A forradalom leverése után is aktív anarchista militáns maradt. Szervezkedett a gyárban, ahol öntőként dolgozott, és részt vett számos, a cári hatóságok és a gazdagok elleni közvetlen akcióban. 1908-ban egy merénylet miatt kötél általi halálra ítélték, amit fiatal korára való tekintettel életfogytiglani börtönbüntetésre változtattak.
Az 1917-es februári forradalom megnyitotta börtönét. Hazatérve ismét szervezkedni kezdett a parasztok körében. Több földfoglalást hajtott végre 1917 augusztusában. Az ellenszegülő "burzsoákat" kivégezték. Politikai bázisa az ukrán parasztságon alapult, anarchista csapatait – a bolsevikokkal, a cári rendszer híveivel és az ukrán nacionalistákkal való szembenállása miatt – fekete seregnek vagy Forradalmi Felkelőseregnek nevezték. Mahno gerillataktikát alkalmazott Gyenyikin erői ellen, 1919 folyamán az anarchisták és a moszkvai kormány között rövid életű szövetség jött létre.
Mahno alakulatainak jelentősége 1920-ban nőtt meg, amikor a szovjet-orosz vezetés a lengyelekkel való békekötés és Ukrajna biztosítása után a megkezdte a megmaradt fehér erők felszámolását. Mahno beleegyezett abba, hogy a Vörös Hadsereggel közös katonai támadást hajtson végre Vrangel tábornok Krím felé hátráló csapatai ellen. Vrangel a túlerő miatt visszavonult és kiürítette a Krím-félszigetet. A fehérgárdisták vereségét követően a vörösök az anarchisták ellen fordultak. Ugyan Mahnónak sikerült elmenekülnie, de paraszti származású híveit ezerszámra végezték ki a bolsevikok. Mahno ezt követő életét száműzetésben élte le. 1934-ben hunyt el Párizsban, tuberkulózisban.